# بيتر برانت
بيتر برانت (بالإنجليزية: Peter M. Brant)‏ هو لاعب البولو ومنتج أفلام وشخصية أعمال أمريكي، ولد في 1947 في كوينز في الولايات المتحدة.

## وصلات خارجية
- بيتر برانت على موقع IMDb (الإنجليزية)
- بيتر برانت على موقع قاعدة بيانات الفيلم (الإنجليزية)